# 津田拓也 (声優)
津田 拓也（つだ たくや、1994年8月28日 - ）は、日本の男性声優。ラクーンドッグ預かり所属。石川県出身。

## 略歴
プロ・フィット声優養成所を卒業し、同社に預かり所属する。2022年4月1日付で所属していたプロ・フィットが同年3月末を以てマネジメント事業を終了したことに伴い、ラクーンドッグへ移籍。

## 人物
趣味はアカペラ、オカルト、古代エジプト。特技はボイスパーカッション、ボイストランペット、カヌー。
事務所の同期には鬼頭明里、堀江瞬、高柳知葉がいる。

## 出演
太字はメインキャラクター。

### テレビアニメ
- モブサイコ100（2016年、男子生徒[1]）
- ダンベル何キロ持てる?（2019年、観客）
- フットサルボーイズ!!!!!（2022年、秋月奏夜[7]）
- 君は放課後インソムニア（2023年、男子生徒、男性）
- クレヨンしんちゃん（2024年、観客B、イケメンC）
- アオのハコ（2025年）

### Webアニメ
- メギド72 The short animation 長き戦旅の傍らで（2019年、ガープ[8]）

### ゲーム
時期不明
- WAR OF BRAINS（時期不明、傀儡医マイロ）

2010年代
- Blackish House sideA→ / ←sideZ（2016年 - 2017年、久世華純） - 2作品
- メギド72（2017年 - 2023年、ガープ、バラム）
- 共闘ことばRPG コトダマン（2018年、ヤコブ、テリトリー、タベン）
- ムービーマスター（2019年）

2020年
- ブラウンダスト（レオ）

2021年
- タイムディフェンダーズ（ハヤト）
- フットサルボーイズ!!!!! ハイファイリーグ（秋月奏夜）
- フードファンタジー（シュークリーム）

2022年
- モンスターストライク（2022年 - 2023年、ハルワタート、ロン・ギーグ）
- &0（アンドゼロ）（秋元奏太）
- メイプルストーリー（パスファインダー〈男〉）

### ドラマCD
- 踊る星降るレネシクル（2015年、観衆[1]）※小説第6巻ドラマCD付き限定特装版

### BLCD
- ハッピークソライフ2（2021年、中学時代の同級生[20]）
  - ハッピークソライフ 東京篇（2024年、丸井[21]）

### デジタルコミック
- 好きにさせてみせるから!（2022年、瑛太[22]）
- 推し配信者の密接ASMR（2023年、男性1[23]）

### オーディオブック
- 都会の海で枯れゆく花
- どこにも行けない世界のはなし
- ペット探偵と深夜のドッグマニア

### 吹き替え
- 私の少女時代-OUR TIMES-（2016年[24]）

### 携帯コンテンツ
- サルボ部!!!!!【フットサルボーイズ!!!!!公式アプリ】（秋月奏夜）[25]

## ディスコグラフィ

### キャラクターソング
| 発売日         | 商品名                                             | 歌 | 楽曲                                             | 備考                                                     |
| -------------- | -------------------------------------------------- | --- | ------------------------------------------------ | -------------------------------------------------------- |
| 2021年11月24日 | メギド72 -MUSIC COLLECTION-                        | パイモン（守川武尊）、バラム（津田拓也）                                                                                   | 「変わった世界へ、ひとりごと。」                 | ゲーム『メギド72』関連曲                                 |
| 2021年11月24日 | メギド72 -MUSIC COLLECTION-                        | ガープ（津田拓也）、KOCHO                                                                                                  | 「誓う言葉」                                     | ゲーム『メギド72』関連曲                                 |
| 2022年2月9日   | フットサルボーイズ!!!!! プレイヤーソングアルバム   | フットサルボーイズ!!! | 「Higher Goals」                                 | ゲーム『フットサルボーイズ!!!!! ハイファイリーグ』主題歌 |
| 2022年2月9日   | フットサルボーイズ!!!!! プレイヤーソングアルバム   | 桐生蓮（TAKA）、白河瞬（岡延明）、橘藤吾（大海将一郎）、今園彩人（森永彩斗）、水無瀬亜佐（菊池勇成）、秋月奏夜（津田拓也） | 「Maverick」                                     | 『フットサルボーイズ!!!!!』関連曲                        |
| 2022年4月13日  | フットサルボーイズ!!!!! 天ノ川学園高等学校アルバム | 秋月奏夜（津田拓也） | 「heart to heart」 「Higher Goals 秋月奏夜ver.」 | 『フットサルボーイズ!!!!!』関連曲                        |
| 2025年6月11日  | メギド72 -Music Destinations- 初回限定盤           | バラム（津田拓也） | 「狭間の世界のソリロキー」                       | ゲーム『メギド72』関連曲                                 |

### ユニットメンバー
1. ↑  大和晴（高良崚太）、榊星一郎（石森周斗）、月丘柊依（吉原康平）、幸永椿貴（山口諒太郎）、南雲竜（古田一紀）、天門泰雅（坂井易直）、樫良木ルイ（峯田大夢）、結城心（新井雄也）、久我巧生（村上聡）、花山院快斗（馬場惇平）、京極聖（宮瀬尚也）、二葉ともえ（山本智哉）、昂守希（佐久間貴生）、十河夏輝（千葉瑞己）、相庭京介（浦和希）、花村理央（多田啓太）、鞍馬雪丸（上村源）、桐生蓮（TAKA）、白河瞬（岡延明）、橘藤吾（大海将一郎）、今園彩人（森永彩斗）、水無瀬亜佐（菊池勇成）、秋月奏夜（津田拓也）、朝比奈碧（奥山敬人）、天王寺刻成（川島慶嗣）、世良龍太朗（下川草介）、水無瀬涼佑（石井孝英）、ガルシア・エミリオ（小塚亮輔）、蓮美朔（木津つばさ）